# King Kong Song
King Kong Song är en poplåt med den svenska musikgruppen Abba. Låten är skriven av Benny Andersson och Björn Ulvaeus och inspelningen påbörjades 14 november 1973. En tidig demoinspelning av melodin hade arbetsnamnet Mr. Sex. Våren 1974 togs låten med på musikalbum Waterloo. 
I det svenska radioprogrammet Tio i topp testades King Kong Song och gick in på listan 20 april 1974. Den låg kvar i fyra program och blev som bäst framröstad till fjärde plats.
Abba framförde King Kong Song live vid sin första större Europaturné 1974-75. Vid konserten i Konserthuset i Stockholm började en av sångerskorna sjunga på fel ställe och halva bandet följde efter henne. Den andra halvan av musikerna fortsatte som det skulle vara. Det slutade i totalt kaos, där man inte lyckades avsluta låten ordentligt. Alla musiker slutade helt enkelt att spela.
Gruppmedlemmen Benny Andersson har i en intervju långt senare sagt att han inte är särskilt nöjd med låten. 

## Singelskiva
I vissa delar av världen togs King Kong Song med som B-sida på singelskivan Honey, Honey 1974 och den lades som B-sida på singeln I've Been Waiting for You i Australien 1975. 
1977 släpptes King Kong Song som A-sida på en singelskiva i delar av världen, efter att filmen King Kong haft premiär på biograferna. Singeln nådde som bäst plats 94 på singellistan i Australien.  B-sidan var då I've Been Waiting for You. 
I samband med att filmen visades på biograferna spelades King Kong Song flitigt i svensk radio.

## Övrigt
Det svenska bandet Electric Boys gjorde en cover på King Kong Song till samlingsskivan Abba – The Tribute 1992, där svenska artister tolkade Abba-låtar.